# Канфранк
Канфранк (ісп. Canfranc, араг. Canfrán) — муніципалітет в Іспанії, у складі автономної спільноти Арагон, у провінції Уеска. Населення — 625 осіб (2009).
Муніципалітет розташований на відстані близько 370 км на північний схід від Мадрида, 65 км на північ від Уески.
На території муніципалітету розташовані такі населені пункти: (дані про населення за 2009 рік)
- Канфранк: 107 осіб
- Канфранк-Естасьйон: 517 осіб

## Демографія
Динаміка населення (INE ):